# Jeżatka
Jeżatka (Atherurus) – rodzaj ssaków z rodziny jeżozwierzowatych (Hystricidae).

## Zasięg występowania
Rodzaj obejmuje gatunki występujące w Afryce (Gambia, Gwinea, Sierra Leone, Liberia, Wybrzeże Kości Słoniowej, Ghana, Togo, Benin, Kamerun, Sudan, Gwinea Równikowa, Gabon, Kongo, Demokratyczna Republika Konga, Uganda i Kenia; być może Senegal i Tanzania) i Azji (Chiny, Indie, Bangladesz, Mjanma, Laos, Wietnam, Tajlandia i Malezja).

## Morfologia
Długość ciała (bez ogona) 365–600 mm, długość ogona 100–260 mm, długość tylnej stopy 68–80 mm, długość ucha 38–42 mm; masa ciała 1,5–4,3 kg.

## Systematyka
Rodzaj zdefiniował w 1829 roku francuski przyrodnik Frédéric Cuvier w haśle dotyczącym teriologii opublikowanym w słowniku nauk przyrodniczych. Oryginalny opis nie obejmował żadnego gatunku, na gatunek typowy wyznaczono (późniejsze oznaczenie) jeżatkę azjatycką (A. macrourus).

### Etymologia
Atherurus (Atherura): gr. αθηρ athēr ‘wąsy, ości u kłosa’; ουρα oura ‘ogon’.

### Podział systematyczny
Do rodzaju należą następujące występujące współcześnie gatunki:
| Grafika | Gatunek             | Autor i rok opisu | Nazwa zwyczajowa   | Podgatunki         | Rozmieszczenie geograficzne | Podstawowe wymiary                         | Status IUCN |
| ------- | ------------------- | ----------------- | ------------------ | ------------------ | --- | ------------------------------------------ | ----------- |
|         | Atherurus africanus | J.E. Gray, 1842   | jeżatka afrykańska | gatunek monotypowy | Gwinea na wschód do południowego Sudanu Południowego, Uganda i wschodnia Kenia na południe do Angoli (Kabinda i laguna Carumbo) i wschodniej Tanzanii (jezioro Tanganika), również wyspa Bioko (Gwinea Równikowa); zakres wysokości: 0–3000 m n.p.m. | DC: 36–60 cm DO: 10–26 cm MC: 1,5–4,3 kg   | LC          |
|         | Atherurus macrourus | (Linnaeus, 1758)  | jeżatka azjatycka  | gatunek monotypowy | północno-wschodnie Indie na wschód do środkowej i południowej Chińskiej Republiki Ludowej (włącznie z wyspą Hajnan), na południe do półwyspowej Malezji (włącznie z kilkoma wyspami); być może Bangladesz                                            | DC: 38–57 cm DO: 16–19,5 cm MC: 1,5–4,3 kg | LC          |

Kategorie IUCN:  LC  – gatunek najmniejszej troski.
Opisano również gatunki wymarłe:
- Atherurus garbo Wesselman, Black & Asnake, 2009[12] (Etiopia; miocen)
- Atherurus karnuliensis Lydekker, 1886[13] (Indie; plejstocen)